# Limnobotrya
Limnobotrya là một chi thực vật có hoa trong họ Saxifragaceae.